# María Trinidad Sánchez (província)
María Trinidad Sánchez és una província de la costa nord de la República Dominicana. La capital de província es Nagua. Limita al nord amb l'Oceà Atlàntic; al sud amb la província Duarte; a l'oest amb Espaillat i Duarte; i a l'est amb Samaná i Bahía Escocesa.
Fou partida de la província Samaná el setembre de 1959 i anomenada província Julia Molina. El novembre 1961, va canviar al seu nom actual. El nom commemora una militar de les guerres d'independència, María Trinidad Sánchez, la primera dona encarcerada i executada per Pedro Santana, president Dominicà annexionista .
De del 20 de juny de 2006 la província està dividida en els següents municipis i districtes:
- Cabrera, districtes municipals: Arroyo Salado i La Entrada
- El Factor, districte municipal: El Pozo
- Nagua, districte municipal: Arroyo al Medio, Las Gordas i San José de Matanzas
- Río Sant Joan

Taula dels municipis amb la seva població segons el cens de 2012:
| Nom                                    | Població total | Població urbana | Població rural |
| -------------------------------------- | -------------- | --------------- | -------------- |
| Cabrera                                | 24.218         | 9.740           | 14.478         |
| El Factor                              | 20.148         | 10.072          | 10.076         |
| Nagua                                  | 79.420         | 50.041          | 29.379         |
| Río Sant Joan                          | 16.998         | 12.443          | 4.555          |
| Total província María Trinidad Sánchez | 140.784        | 82.296          | 58.488         |